# Jiří Šašek (policista)
Jiří Šašek (* 1969 Plzeň) je bývalý český policista a zpravodajec, od července 2014 do září 2018 ředitel Úřadu pro zahraniční styky a informace (ÚZSI).

## Život
V letech 1987 až 1992 vystudoval obor silnoproudá elektrotechnika – elektrické stroje a přístroje na Fakultě elektrotechnické Západočeské univerzity v Plzni (získal titul Ing.). Později mezi lety 1998 a 2004 absolvoval ještě obor právo na Fakultě právnické téže univerzity (titul JUDr.).
Pracovní kariéru začínal mezi roky 1992 a 1993 jako konstruktér v akciové společnosti Škoda, koncern, Plzeň. Následně přešel k Policii ČR, kde nejdříve působil na Ústředně kriminální policie (1993–1994) a později jako policejní rada na odboru hospodářské kriminality Krajského ředitelství policie v Plzni (1994–2006).
Od roku 2006 byl zaměstnancem Úřadu pro zahraniční styky a informace (ÚZSI), kde působil v různých pozicích včetně pozice náměstka ředitele. S účinností od 1. července 2014 jej ministr vnitra ČR Milan Chovanec po předchozím souhlasu vlády jmenoval ředitelem ÚZSI. Dne 28. října 2015 jej prezident republiky Miloš Zeman povýšil do hodnosti brigádního generála. Jiří Šašek hovoří plynně anglicky a rusky.
V polovině května 2018 byl dočasně postaven mimo službu na návrh ministra vnitra ČR Lubomíra Metnara. Tento návrh schválila Vláda ČR, jednání o tomto kroku probíhalo v utajeném režimu. Metnar následující den na tiskové konferenci uvedl, že jde o dočasné postavení mimo službu z důvodu kontroly hospodaření úřadu. Šašek v září 2018 požádal o odvolání z funkce a ministr vnitra ČR Jan Hamáček jmenoval novým ředitelem ÚZSI Marka Šimandla.